# Henning von Goetze
Henning von Goetze († 1634) war ein kurbrandenburgischer Oberst, Regimentschef und Festungskommandant.

## Leben
Goetze entstammte dem Adelsgeschlecht von Götzen, welches bereits im 17. Jahrhundert gleich mehrfach ranghohe Offiziere in der kurbrandenburgischen Armee stellte. Seine Eltern waren der brandenburgische Rittmeister und Erbherr von Zehlendorf Friedrich von Goetzen und dessen Ehefrau Anna von Wulfen a.d.H. Madelitz. Sein Bruder Adolph von Goetze war Gouverneur der Festung Spandau, sein Neffe Johann Christoph von Goetze Gouverneur der Festung Küstrin, beide waren auch nach ihm Gouverneure der Festung Peitz.
Am 7. Juli 1623 stand Goetze bereits im Rang eines kurbrandenburgischen Hauptmanns. Zu diesem Datum verlegte Kurfürst Georg Wilhelm seine Kompanie nach Peitz, wo Goetze das Kommando und die Schlüssel der Festung erhielt. Beim Tod seiner Schwiegermutter, bekleidete Goetze noch den Rang eines Oberstleutnants. Als Oberst war Goetze von 1632 bis 1634 Chef des Infanterieregiments (Nr. 14). Er folgte damit Oberst Johann Streiff von Lauenstein nach, unter dem das Regiment aufgestellt wurde. Nach seinem Tod übernahm Oberst Adam Valentin von Redern das Regiment.
Der nachmalige Bürgermeister von Berlin, Andreas Weber, welcher schon als Goetze noch kurbrandenburgischer Kapitän war in dessen Diensten stand und als Schreiber die Musterungen begleitete, trat nach dessen Ernennung zum Gouverneur und kurfürstlichen Rat als Sekretär in Goetzes Dienste.
Er war Erbherr auf Zehlendorf.
Goetze war mit Clara von Schlieben vermählt, einer Tochter des Adam von Schlieben (1552–1628) und der Barbara von Flans († 1631).